# Balmaceda
Balmaceda là một chi nhện trong họ Salticidae.